# Nissan NV2500
O NV2500 é um utilitário conceitual de porte grande apresentado pela Nissan na edição de 2009 do NAIAS.